# Heinrich Theodoor van Hallberg

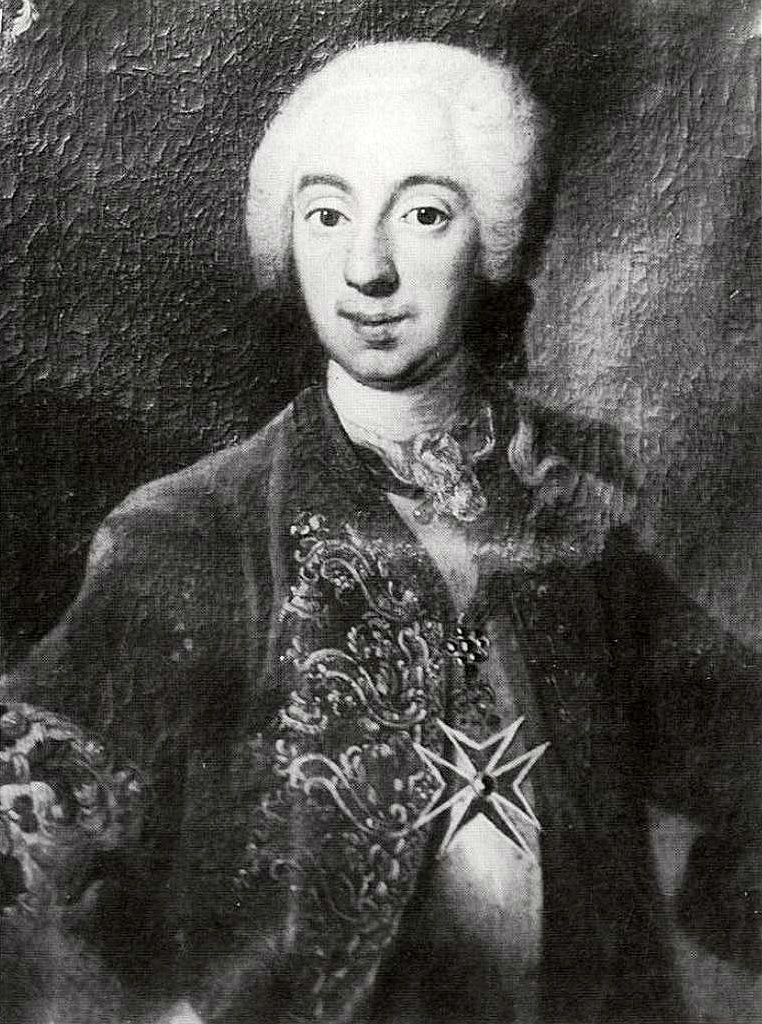
Heinrich Theodor von Hallberg

Heinrich Theodoor van Hallberg (Düsseldorf, 23 september 1725 − Wenen, 18 oktober 1792) was een keizerlijke graaf en diplomaat van de adellijke familie Hallberg.

## Oorsprong
Hij werd geboren als de zoon van Raadslid Bernhard Heinrich von Hallberg († 1737) en zijn vrouw Maria Anna Jakobine geboren te Holtzweiler. 
De vader was een broer van de keurvorst kanselier en minister van Conferentie Jakob Tillmann von Hallberg († 1744) en werd daarmee in 1721 tot adel gebracht.
De ontdekkingsreiziger en schrijver Theodor von Hallberg-Broich (1768-1862), de "Kluizenaar van Gauting" genoemd, was de zoon van zijn neef.

## Zijn leven
Keizer Franz I nam Henry Theodor von Hallberg 1751 in de adelstand op. Twee jaar later trouwde hij Henriette Helene von Hoesch. Haar vader was Matthias Gerhard Hoesch, een zeer rijke mijnbouw ondernemer en diplomaat van grote impact. Kort na hun huwelijk werd Hallberg de Gevolmachtigde Minister van de Palts in Warschau en Dresden; na 1777 in Wenen.
In 1788, na de dood van de neef Johann Bernhard Franz von Hallberg, kwam hij in het bezit van de familie landgoederen Fußgönheim, met inbegrip van het plaatselijke kasteel en in Roxheim, Heuchelheim, Oggersheim, Ruchheim, Mommenheim en Bechtolsheim. Bij de dood van zijn schoonvader erfde hij Schloss Pesch bij Meerbusch. (in de buurt van Dusseldorf).
Heinrich Theodor von Hallberg was lid van de Pfalz-Beierse Geheime Raad, deurwaarder van Oppenheim en keizerlijke post meester van Dusseldorf. Hij droeg de ridderskruisen in de Orde van de Palatijnse Leeuw en de Poolse Orde van St. Stanislaus.
Heinrich Theodor von Hallberg was getrouwd met Henriette Helene von Hoesch, de dochter van Matthias Gerhard von Hoesch. Zijn dochter Lucia Maria Hallberg (1765-1823) trouwt met de rijksgraaf Anton Anselm Capellini von Wickenburg (1750-1813), palatine-Beierse gezant in St. Petersburg en Wenen. Een kind van dit huwelijk was de Oostenrijkse minister Matthias Constantin Capello von Wickenburg (1797-1880).